# Bryngel
Bryngel är ett fornnordiskt mansnamn som är en gammal svensk form av namnet Brynolf, ett sammansatt namn av ordleden bryn (”brynja”) och ulfr (”ulv, varg”).

## Namnstatistik
Namnet Bryngel är i dag mycket ovanligt. I augusti 2025 fanns det totalt 24 personer folkbokförda i Sverige med förnamnet Bryngel, och 25 personer bar namnet som efternamn, enligt sökning på Skatteverkets tjänst Sök hur många som har ett visst namn.

## Personer med förnamnet Bryngel
- Bryngel Larsson, anfader till den lappländska Bryngelsläkten
- Bryngel Radhe, anfader till släkten Radhe

## Platsnamn innehållande namnet Bryngel
- Bryngelstjärnen, vattendrag i Västergötland
- Bryngelslångan, vattendrag i Dalsland
- Bryngelsdalen, naturreservat i Värmland
- Bryngelstorp, stadsdel i Nyköping
- Bryngenäs herrgård, slott/herrgård utanför Alingsås